# Мора (річка)
Мора — річка в Україні, у Роменському районі Сумської області. Права притока Голеньки (басейн Дніпра).

## Опис
Довжина річки приблизно 2,5 км.

## Розташування
Бере початок у селі Волошнівка. Тече переважно на південний схід і впадає у річку Голеньку, праву притоку Сули.